# Adolf Wilhelm Müller
Adolf Wilhelm Müller (* 17. Juli 1888 in Hanau; † 24. Oktober 1954 ebenda) war Mitglied des kurhessischen Kommunallandtages und Abgeordneter des Provinziallandtags Hessen-Nassau.

## Leben
Adolf Wilhelm Müller wurde als Sohn des Lokomotivführers Friedrich Heinrich Müller und dessen Gemahlin Katharine Hartenfeller geboren. Nach seiner Schulausbildung war er zunächst als Bauhilfsarbeiter beschäftigt und später als Werkführer in Hanau eingesetzt. Er war Mitglied der KPD und wurde in dieser Funktion 1933 Mitglied des kurhessischen Kommunallandtages für den preußischen Regierungsbezirk Kassel. Zugleich war er Abgeordneter des Provinziallandtags Hessen-Nassau.
Über seinen weiteren Lebensweg gibt die Quellenlage keinen Aufschluss.